# Matteo Andreini
Matteo Andreini (ur. 10 października 1981 w Borgo Maggiore) – sanmaryński piłkarz występujący na pozycji obrońcy lub pomocnika, reprezentant San Marino w latach 2005–2011.

## Sukcesy
SP Tre Fiori
- mistrzostwo San Marino: 2008/09, 2009/10, 2010/11
- Puchar San Marino: 2009/10
- Superpuchar San Marino: 2010, 2011